# شهرستان باکالینسکی
شهرستان باکالینسکی (به لاتین: Bakalinsky District) یک شهرستان در روسیه است که در باشقیرستان واقع شده‌است.